# Julio César Antúnez
Julio César «Tola» Antúnez Amorín (Montevideo, 9 de enero de 1956) es un exfutbolista y entrenador uruguayo. Como jugador se desempeñaba de zaguero. Dirige a Rampla Juniors de la Segunda División de Uruguay. 
Con la selección sub-20 de Uruguay dirigida por Walter Brienza, fue campeón del Sudamericano Sub-20 de 1975 en Perú y disputó los Juegos Panamericanos de Ciudad de México. Al año siguiente obtuvo la clasificación a los Juegos Olímpicos de Montreal 1976. Con la selección mayor obtuvo en 1975 la Copa Juan Pinto Durán, dirigido por Carlos Silva Cabrera.

## Clubes

### Como jugador
| Club               | País    | Año       |
| ------------------ | ------- | --------- |
| River Plate        | Uruguay | 1973-1980 |
| Deportes Aviación  | Chile   | 1980-1982 |
| Liga de Quito      | Ecuador | 1982      |
| Nueve de Octubre   | Ecuador | 1983      |
| Green Cross-Temuco | Chile   | 1983      |
| Fernández Vial     | Chile   | 1984      |
| Trasandino         | Chile   | 1985      |
| Deportes Iquique   | Chile   | 1986      |
| Liverpool          | Uruguay | 1986      |

### Como entrenador
- Actualizado al 10 de noviembre de 2021

| Club                | País      | Año       | PJ  | PG | PE | PP | %      |
| ------------------- | --------- | --------- | --- | -- | -- | -- | ------ |
| Liverpool           | Uruguay   | 1987-1990 | –   | –  | –  | –  | –      |
| Central Español     | Uruguay   | 1990-1991 | –   | –  | –  | –  | –      |
| Deportes Concepción | Chile     | 1992-1993 | –   | –  | –  | –  | –      |
| LDU Portoviejo      | Ecuador   | 1994-1996 | –   | –  | –  | –  | –      |
| Liverpool           | Uruguay   | 1997-1998 | –   | –  | –  | –  | –      |
| River Plate B       | Uruguay   | 1999-2000 | –   | –  | –  | –  | –      |
| Xelajú              | Guatemala | 2001-2004 | 38  | 11 | 15 | 12 | 42.11% |
| Cobán Imperial      | Guatemala | 2004      | 31  | 14 | 7  | 10 | 52.69% |
| Central Español     | Uruguay   | 2005-2006 | 2   | 0  | 1  | 1  | 16.67% |
| Tacuarembó          | Uruguay   | 2007      | –   | –  | –  | –  | –      |
| Central Español     | Uruguay   | 2008      | –   | –  | –  | –  | –      |
| Suchitepéquez       | Guatemala | 2008-2009 | 14  | 4  | 5  | 5  | 40.47% |
| Atenas              | Uruguay   | 2009      | 11  | 3  | 2  | 6  | 33.33% |
| Miramar Misiones    | Uruguay   | 2010      | –   | –  | –  | –  | –      |
| Liverpool           | Uruguay   | 2011-2012 | 38  | 22 | 3  | 13 | 60.52% |
| Cobán Imperial      | Guatemala | 2013-2014 | –   | –  | –  | –  | –      |
| El Tanque Sisley    | Uruguay   | 2015-2016 | 33  | 9  | 9  | 15 | 36.36% |
| El Tanque Sisley    | Uruguay   | 2017-2018 | 18  | 5  | 7  | 6  | 40.74% |
| Rampla Juniors      | Uruguay   | 2018      | 6   | 1  | 5  | 0  | 44.45% |
| Cerro               | Uruguay   | 2019      | 13  | 3  | 3  | 7  | 30.77% |
| Rampla Juniors      | Uruguay   | 2021      | 9   | 3  | 3  | 3  | 44.44% |
| Total               | Total     | Total     | 213 | 75 | 60 | 78 | 44.6%  |

## Palmarés

### Como jugador
| Título                       | Club        | País    | Año  |
| ---------------------------- | ----------- | ------- | ---- |
| Segunda División Profesional | River Plate | Uruguay | 1978 |
| Primera B                    | Trasandino  | Chile   | 1985 |

### Como entrenador
| Título                       | Club           | País      | Año     |
| ---------------------------- | -------------- | --------- | ------- |
| Segunda División Profesional | Liverpool      | Uruguay   | 1987    |
| Torneo Clausura              | Cobán Imperial | Guatemala | 2003-04 |